# 蓝雨
《藍雨》是出自香港歌手張學友1986年所錄製的唱片《相愛》中的一首冠軍單曲，翻唱自日本歌曲，由寶麗金唱片公司首度於1986年發行，唱片監製為歐丁玉。

## 介紹
《藍雨》的原曲是由日本文化放送電台旗下唱片公司Radio City旗下歌手德永英明於1985年創作並演唱的《Rainy Blue》，這首歌亦是德永英明在日本樂壇出道及成名作品。1986年，寶麗金（香港）將這首歌重新製作，並經由林振強填詞，盧東尼編曲，張學友演唱，錄製成《藍雨》，張學友高超的演唱技巧以及豐富的感情抒發令這首歌不僅成為香港大熱的一隻冠軍單曲，更令原唱德永英明紅遍香港。
1986年，經由台灣填詞人陳家麗填詞的國語版《藍雨》經張學友演唱後收錄於《在我心深處》專輯當中幷於1987年5月在台灣發行。單曲《藍雨》當時在台灣受到歡迎始於1995年《真愛新曲+精選》中收錄，距離原發行日已接近10年，但其經典歌曲的地位確定卻破天荒的始於2000年代，由於該歌曲的演唱難度具有一定水準，受到許多歌手爭相翻唱，並成為近年台灣歌唱選秀節目中許多參賽者爭相挑戰的曲目。
林振強在《藍雨》的填詞中的表現亦得到業內外的廣泛認同，配合曲調成為一首極其動人的情歌。而陳家麗填寫的國語版歌詞，其歌詞意境亦受到廣泛討論，許多臺灣歌手翻唱時也會有自己不同的詮釋。臺灣作家《九把刀》亦曾在其作品中，提及這首歌曲。
值得一題的是，德永英明自2005年起因《VOCALIST》系列專輯重回日本一線歌手後，多次在節目中與韓國歌手演唱這首歌，使得2007年之後，許多韓國當紅歌手也常在演唱會公開演唱。這首歌亦是少數幾首歷時30年，無論香港、台灣、日本或韓國皆仍有歌手持續翻唱的歌曲。

## 獲得獎項
- 1987年十大勁歌金曲
  - 勁歌第二季季選金曲